# 7 Dywizja Strzelców
7 Dywizja Strzelecka (ros. 7-я стрелковая Черниговская трижды Краснознамённая, ордена Трудового Красного Знамени дивизия имени М. В. Фрунзе) – związek taktyczny piechoty Armii Czerwonej, z lat 1918–1941.
7 Dywizja Strzelecka została sformowana jesienią 1918 z oddziałów 3 Moskiewskiej Dywizji Piechoty i Kostromskiej Dywizji Piechoty. Brała udział w wojnie domowej w Rosji i w wojnie polsko-radzieckiej. W czasie polskiej ofensywy przeprowadzonej na Kijów od 1 maja 1920 dywizja broniła się na przedpolach Kijowa nad rzeką Zdwiż, zaś od 5 maja 1920 na odcinku Pietrowcy – Moszczun – rzeka Irpień – wieś Romanówka – stacja Biełgorodka.
Zmotoryzowanie 7 Dywizji Strzeleckiej przeprowadzono w maju 1940. W czasie napaści wojsk III Rzeszy i jej satelitów na Związek Radziecki wchodziła w skład 8 Korpusu Zmechanizowanego. Po walkach w rejonie Dubna oraz kolejnych m.in. pod Kijowem poniosła ciężkie straty i 31 grudnia 1941 została rozwiązana.

## Dowódcy dywizji[6]
- Gierasim Romanow (25 września 1918 - 14 kwietnia 1919)
- Aleksandr Sobolew (14 kwietnia 1919 - 11 października 1919)
- Aleksandr Golikow (11 października 1919 - 13 grudnia 1920)
- Aleksandr Bachtin (13 grudnia 1920 - październik 1922)
- Michaił Łukin (od 1923)
- Jarosław Sztrombach (1925 - grudzień 1928)
- Kazimir Kwiatek (grudzień 1928 - grudzień 1930)
- Siemion Bieły (grudzień 1930 - 1935)
- Władimir Turczan (od 1935 - ?)
- Iwan Sowietnikow (lipiec 1938 - kwiecień 1939)
- płk Siergiej Wierzin[7] (maj 1939-16 lipca 1940)
- płk Aleksandr Gierasimow[3] (20 lipca 1940 - 22 września 1941; faktycznie zginął 19 września)
- Karl Kanger (23 września 1941 - 27 grudnia 1941)

## Struktura organizacyjna
Skład 12 lipca 1920:
- dowództwo dywizji
- 19 Brygada Strzelców
  - 55 pułk strzelców
  - 56 pułk strzelców
  - 57 pułk strzelców
- 20 Brygada Strzelców
  - 58 pułk strzelców
  - 59 pułk strzelców
  - 60 pułk strzelców
- 21 Brygada Strzelców
  - 61 pułk strzelców
  - 62 pułk strzelców
  - 63 pułk strzelców
- 7 pułk kawalerii

Skład 22 czerwca 1941:
- 27 pułk strzelecki
- 300 pułk strzelecki
- 405 pułk pancerny
- 23 pułk artylerii.